# Fridolin Kopp
Fridolin II. Kopp (* 8. Oktober 1691 in Rheinfelden; † 17. August 1757 in Muri) war ein Schweizer Benediktinermönch. Von 1751 bis zu seinem Tod war er Fürstabt des Klosters Muri in den Freien Ämtern (im heutigen Kanton Aargau).

## Leben
Sein Vater Johann Anton Kopp war Stadtschreiber von Rheinfelden, seine Mutter hiess Anna Maria Zech. Fridolin Kopp trat 1704 in die Klosterschule von Muri ein und legte vier Jahre später die Profess ab, 1715 folgte die Priesterweihe. In der Klosterschule wirkte er als Professor für Rhetorik und Poesie, ab 1720 als Professor für Theologie und Philosophie. Für die Schweizerische Benediktinerkongregation war er von 1725 bis 1729 und von 1731 bis 1745 als Sekretär tätig. In den Jahren dazwischen weilte Kopp im Kloster Disentis, wo er vorübergehend das Amt des Dekans innehatte. Nach seiner Rückkehr amtierte er in Muri als Archivar, Kapitelssekretär und Kanzleidirektor, ab 1745 zusätzlich als Sitftsökonom.
Kopp betrieb intensive historische Forschungen, insbesondere über die Frühgeschichte der Abtei und deren Stifterfamilie, die Habsburger. 1737 veröffentlichte er eine Abhandlung der Genealogie der frühen Habsburger, 1750 folgte die Veröffentlichung einer Quellenedition der Acta Murensia, des ältesten Schriftstücks zu diesem Thema. Drei Wochen nach dem Tod von Gerold Haimb wurde Kopp am 16. März 1751 zum dritten Fürstabt von Muri gewählt. Ab 1754 führte er im Auftrag der Benediktinerkongregation Visitationen in anderen Klöstern durch. Er liegt in der Marienkapelle der Klosterkirche begraben.

## Werke
- Murus et Antemurale. 1720.
- Genealogia diplomatica augustae gentis Habsburgicae. 1737.
- Vindiciae Actorum Murensium. 1750 (Quellenedition der Acta Murensia).